# میسلینکا
میسلینکا (به چکی: Myslinka) یک منطقهٔ مسکونی در جمهوری چک است که در ناحیه پلزن-شمالی واقع شده‌است. میسلینکا ۳٫۶۹ کیلومتر مربع مساحت و ۱۵۹ نفر جمعیت دارد و ۳۶۸ متر بالاتر از سطح دریا واقع شده‌است.